# Час циклу (програмне забезпечення)
У розробці програмного забезпечення час циклу — це метрика програмного забезпечення, яка оцінює швидкість розробки в (гнучких) проектах програмного забезпечення. Тривалість циклу вимірює, скільки часу займає обробка певної роботи — будь то запит клієнта, замовлення чи певний етап виробничого процесу. Вирішальним аспектом вимірювання часу циклу є врахування лише активного робочого часу обробки та відкидання будь-якого часу простою, очікування чи обслуговування, що відбувається в середині процесу.
Відповідно до PMBOK (7-е видання) Інституту управління проектами (PMI), час циклу — це «загальний час, що минув від початку певної діяльності або робочого елемента до його завершення».
На відміну від часу виконання, який вимірює час, який клієнт очікує на виконання свого запиту, час циклу враховує лише час, який команда витрачає на активну роботу над запитом. Основне використання тривалості циклу полягає в тому, щоб визначити середній час розробки для конкретних команд або заданих типів запитів. Це дозволяє менеджеру з розробки програмного забезпечення передбачити взаємодію команди та краще розкладати роботу.